# Brasão de Armas de Sebastopol
O brasão de armas de Sebastopol é um símbolo heráldico que representa a cidade de Sebastopol, na Crimeia. Ele é apresentado no meio da Bandeira de Sebastopol em um fundo vermelho.
De 21 de julho de 1893, até a Revolução de Outubro de 1917, Sebastopol, sob o Império Russo, usou um brasão real, que apresentava os monogramas dos czares Nicolau I e Alexandre II. O brasão real foi descartado pela União Soviética, e a cidade ficou sem um brasão oficial até 1969. Em 12 de fevereiro de 1969, a Câmara Municipal aprovou um novo projeto contendo a medalha de Herói da União Soviética e uma silhueta do Monumento aos Navios Afundados.
Após a independência da Ucrânia, o Representante do Presidente da Ucrânia em Sebastopol, Ivan Fedosovich Yermanov  começou uma revisão do brasão anterior em 1992. Um júri decidiu devolver o brasão real usado no século 19. Uma tecnicidade legal, onde a decisão da Câmara Municipal de aprovar o brasão anterior não foi revertida, resultou na cidade ter dois brasões oficiais até 2000. Em 21 de abril de 2000, a Câmara Municipal de Sebastopol aprovou a resolução número 518 intitulada " О гербе города-героя Севастополя " (No brasão de armas da Cidade Heróica de Sebastopol), que legitimou o design da era soviética como o único brasão oficial da cidade.
Como resultado da anexação russa da Crimeia em 2014, a cidade não tinha mais um brasão oficial. Desde então, várias tentativas foram feitas para reconfirmar qualquer um dos projetos anteriores, mas sem sucesso. Em 1º de novembro de 2018, o governador Dmitry Ovsyannikov fez um decreto permitindo que o projeto da era soviética fosse usado como brasão da cidade até que a Assembleia Legislativa de Sebastopol aprovasse um projeto. O design da era soviética, embora popular entre os moradores, foi derrubado pela Assembleia Legislativa em 3 de julho de 2019, devido às críticas ao seu design pelo Conselho Heráldico do Presidente da Federação Russa.

## Design
A forma do escudo apresenta um tampo quadrado com uma base "francesa". O campo é dividido partido por curva, ou diagonalmente do canto superior esquerdo ao inferior direito, com uma base dexter azul, que representa o mar, e um chefe sinistro argento, que representa a pedra branca de Inkerman. O canto azul apresenta uma silhueta do Monumento aos Navios Afundados, enquanto o canto argentino contém a medalha de Herói da União Soviética, símbolo da vitória durante a Segunda Guerra Mundial. Um ramo eu ouro de louro se estende entre as duas divisórias na base sinistra.
Alternativamente, algumas versões do brasão apresentam a fita da Ordem de Santo André e um banner com a palavra russa para Sebastopol, Севастополь.